# Batalla de Dürenstein
La batalla de Dürenstein (en alemán: Schlacht bei Dürnstein; también conocida como Dürrenstein, Dürnstein y Diernstein) fue un enfrentamiento sucedido el 11 de noviembre de 1805, en el marco de las guerras napoleónicas durante la guerra de la Tercera Coalición. Dürenstein (hoy en día Dürnstein) se encuentra en el valle de Wachau, en el río Danubio, a 73 kilómetros aguas arriba de Viena, Austria. El río hace una curva en forma de media luna entre Dürnstein y Krems an der Donau, y la batalla se libró en la llanura de inundación entre el río y las montañas.
En Dürenstein, una fuerza combinada de tropas rusas y austriacas atrapó a una división francesa al mando de Honoré Gazan. La división francesa era parte del recién creado VIII Cuerpo, el llamado Corps Mortier, bajo el mando de Édouard Mortier. Al perseguir la retirada austríaca de Baviera, Mortier había extendido demasiado sus tres divisiones a lo largo de la orilla norte del Danubio. Mikhail Kutuzov, comandante de la fuerza de la Coalición, incitó a Mortier a enviar la división de Gazan, trampa y las tropas francesas cayeron en la trampa, siendo atrapadas en un valle entre dos columnas rusas. Sin embargo, recibieron ayuda tras la llegada oportuna de una segunda división, bajo el mando de Pierre Dupont de l'Étang. La batalla se extendió hasta bien entrada la noche, después de lo cual ambas partes se adjudicaron la victoria. Los franceses perdieron más de un tercio de sus hombres, y la división de Gazan experimentó más del 40 por ciento de pérdidas. Los austriacos y los rusos también tuvieron grandes pérdidas, cerca del 16 por ciento, pero tal vez lo más significativo fue la muerte en acción de Johann Heinrich von Schmitt, uno de los jefes de Estado más capaces de Austria.
La batalla se libró tres semanas después de la capitulación austriaca en Ulm y tres semanas antes de la derrota ruso-austriaca en la batalla de Austerlitz. Luego de Austerlitz, Austria se retiró de la guerra. Los franceses exigieron una alta indemnización, y Francisco II abdicó como Sacro Emperador Romano, liberando a los estados alemanes de su lealtad al Sacro Imperio Romano.

## La batalla
A partir de la apertura de la campaña, el mariscal Mortier tomó posición a la izquierda del pueblo de Leoben. 30 000 rusos esperaban que se hubiera comprometido con su columna compuesta de 4 600 hombres, que combatía en el estrecho desfile de Diernstein. El 11 de noviembre, a la punta del día, los tiradores enemigos iniciaron la lucha que se volvió pronto general. Las tropas rusas, dirigidas sobre el pueblo de Léoben, fueron aplastadas por los regimientos del 4e ligero, 100e y 103e de línea. Seis banderas, cinco cañones y 4 000 prisioneros permanecieron en poder de los franceses. Este primer éxito fue brillante, pero los rusos eran demasiado numerosos para desesperar de su empresa.
El mariscal Mortier resolvió esperar la columna del general Dupont y el parque de reserva de artillería. Hacia la noche, se ven las alturas cubrirse de tropas enemigas. El mariscal había ido con un pequeño cuerpo de caballería para ponerse delante de la división esperada. Prevenido por los partes enviados apresuradamente, avanza precipitadamente y se ve a punto de ser copado por los rusos que atacaron su escolta a Diernstein; encuentra los puestos franceses ya ocupados por el enemigo; los 4 000 franceses que ocupaban la meseta de Leoben se encontraban en una posición desesperada; tenían delante y detrás de ellos masas enormes de enemigos: a la izquierda un terreno escarpado inaccesible, y a la derecha el Danubio que no ofrecía ninguna posibilidad de escape. Mientras que el mariscal deliberaba con sus oficiales, el comandante Henriot le hizo decir que si quería apoyar el movimiento que iba a hacer con sus batallones, le garantizaba salvar la división.
El plan de Henriot se comunicó al mariscal que lo aprobó y dio orden de atacar inmediatamente. Entonces, el comandante adosándose de granaderos que formaban la cabeza de su columna:

Camaradas, estamos envueltos por 30 000 rusos y no somos más que 4 000, pero los franceses no cuentan sus enemigos. Les pasaremos sobre el vientre. Granaderos del 100e regimiento, a ustedes el honor de cargar los primeros. Acuérdense que se trata de salvar las águilas francesas.

Henriot hace entonces extraer las seis últimas bolas que poseía la división, pide la carga, y recomienda a sus soldados gritar juntos: « ¡Lucha sin cuartel, son los rusos! ” La columna avanza impetuosamente bajo el fuego de mosquetes enemigos. La primera sección se precipita sobre las primeras filas rusas, las taladra con sus bayonetas, descarga al mismo tiempo el arma, lo que produce una sorda detonación que aterroriza las filas siguientes. Cada sección opera la misma maniobra y dobla inmediatamente sobre los lados para dar paso a la que la sigue. 
La cabeza de la columna enemiga, apremiada, rechazada por nuestras tropas, aplasta su propio centro contenido por la cola. Para escaparse a una muerte segura, el centro cruza o invierte las paredes de recinto que confinan el camino. La mayor confusión se pone en las filas enemigas, el fracaso se vuelve general. Era daña. En este desorden horrible, algunos soldados rusos, para alumbrar su marcha en medio de la oscuridad, incendian el pueblo de Leoben, y los gritos de 500 de sus heridos, que expiran en medio de las llamas, colman esta escena de horror y destrucción. 
Los rusos perdieron en ese día 6 000 hombres heridos o muertos, tres oficiales generales, banderas, piezas de artillería y millares de fusiles. Mortier a continuación, se atrevió, con 4 000 hombres solamente, a presentar combate al ejército entero encabezado por Koutouzov. A pesar de la extrema inferioridad de sus fuerzas, el mariscal aplastó las columnas enemigas. Hizo, en esta ocasión, prodigios de valor.